# Journal of Catalysis
The Journal of Catalysis (скорочено J. Catal  у цитатах літератури згідно зі стандартом ISO 4 ) — науковий хімічний журнал, який видається Elsevier з 1962 року.
Статті, опубліковані в журналі, стосуються переважно гетерогенного та гомогенного каталізу .
Крім оригінальних наукових робіт, журнал також містить листи до редакції,  дослідницькі нотатки, пріоритетні повідомлення, статті з новими висновками, які відповідають вимогам до швидкої публікації.
Імпакт-фактор у 2019 році склав 7,888.  Згідно зі статистичними даними ISI Web of Knowledge, у 2014 році журнал посів 23 місце серед 139 журналів у категорії Фізична хімія. Посідає п’яте місце з 134 журналів  в категорії Хімічна інженерія.
Головним редактором Journal of Catalysis є Йоганнес А. Лерхер з хімічного факультету Мюнхенського технічного університету . 
Теми публікацій варіюються від вивчення каталітичних елементарних процесів на поверхнях або комплексах металів до аналітичних методів і теоретичних аспектів каталізу.